# Gary Ungar
Gary Ungar ist ein Filmproduzent.

## Leben
Ungar begann seine Karriere in der Filmbranche 2003 mit dem Film Gothika. Im nächsten Jahr produzierte er Modigliani über den gleichnamigen Nobelpreisträger. Viel Zeit investierte er in die Produktion der Fernsehserie The Strain, bei der er von 2014 bis 2017 insgesamt 35 Folgen verantwortete. Im Jahr 2022 produzierte er Guillermo del Toros Pinocchio, für den er im nächsten Jahr den Oscar in der Kategorie Bester Animationsfilm erhielt.

## Filmografie (Auswahl)
- 2003: Gothika
- 2004: Modigliani
- 2010: State of Security
- 2010: A Short Film About Kissing (Kurzfilm)
- 2014–2017: The Strain
- 2022: Guillermo del Toros Pinocchio
- 2022: Guillermo del Toro’s Cabinet of Curiosities

## Auszeichnungen (Auswahl)
- 2023: North Dakota Film Society Award in der Kategorie Bester Animationsfilm für Guillermo del Toros Pinocchio
- 2023: BAFTA in der Kategorie Bester Animationsfilm für Guillermo del Toros Pinocchio
- 2023: Oscar in der Kategorie Bester Animationsfilm für Guillermo del Toros Pinocchio[1]